# Nacional'nyj otbor 2015
La seconda edizione del Nacional'nyj otbor (in russo Национальный отбор?, "selezione nazionale") è stata organizzata dall'emittente radiotelevisiva bielorussa BTRC per selezionare il rappresentante nazionale all'Eurovision Song Contest 2015 a Vienna.
I vincitori sono stati Uzari & Maimuna con Time.

## Organizzazione
La Bielorussia ha utilizzato una finale nazionale per selezionare tutti i suoi partecipanti eurovisivi dal suo debutto nel 2004, tranne in due occasioni (nel 2010 e nel 2011 i rappresentanti bielorussi sono infatti stati selezionati internamente). BTRC ha confermato la sua partecipazione all'Eurovision 2015, mentre l'utilizzo della finale televisiva come metodo di selezione è stato reso verso settembre 2014. La competizione, che si è tenuta il 26 dicembre 2014 ai "600 Metrov" Studio di Minsk, è consistita in 15 partecipanti. I risultati sono stati decretati da un mix di voto della giuria, con valore dell'87,5% sul totale, e televoto, con valore del restante 12,5%.

### Giuria
La giuria chiamata a selezionare i finalisti è stata composta da:
- Vasil Rajncik - Musicista e compositore
- Aleksandr Tichanovič - Cantante
- Elena Treščinskaja - Direttrice di Radius FM
- Ol'ga Ryžikova - Conduttrice televisiva
- Evgenij Papkovič - Produttore esecutivo dei Belarus 1
- Andrej Cholodinskij - Editore musicale di Radio-Rocks
- Marianna Drabonič - Capo del dipartimento delle arti presso il Ministero della Cultura bielorusso

Mentre la giuria chiamata a votare durante la serata finale della selezione nazionale è stata composta da:
- Gennadij Davidko - Presidente di BTRC
- Ėduard Zarickij - Compositore
- Marianna Drabonič - Capo del dipartimento delle arti presso il Ministero della Cultura bielorusso
- Andrej Micheev - Critico musicale
- Sergej Andrianov - Giornalista
- Elena Treščinskaja - Direttrice di Radius FM
- Dimitrij Novik - Conduttore televisivo

## Partecipanti
BTRC ha aperto la possibilità di inviare proposte per la competizione dal 21 ottobre al 21 novembre 2014. Delle 110 canzoni ricevute, 89 sono state selezionate per le audizioni dal vivo, che si sono tenute il 4 e 5 dicembre 2014; una giuria ha quindi selezionato i 15 finalisti per la finale televisiva del 26 dicembre.
| Artista               | Titolo                 | Lingua     | Compositori                                                 |
| --------------------- | ---------------------- | ---------- | ----------------------------------------------------------- |
| Alexeï Gross          | Stands as One          | Inglese    | Leonid Širin, Aleksej Širin, Jurij Vaščuk                   |
| Anastasija Malaškevič | Don't Save My Name     | Inglese    | Pavel Klyševskij, A. Vachomčik                              |
| Beatrees              | Fighter                | Inglese    | Jamie Sellers                                               |
| Dar'ja                | Love Is My Colour      | Inglese    | Dar'ja, Pavel Baranovskij                                   |
| Gunesh                | I Believe in a Miracle | Inglese    | Gunesh Abasova, Svetlana Geras'kova                         |
| Janet                 | Supernova              | Inglese    | Ylva Persson, Linda Persson, William Taylor                 |
| Lis                   | Angel                  | Inglese    | Denis Lis, Dmitrij Minin                                    |
| Milky                 | Accent                 | Inglese    | Alexander Rybak, Jaroslav Rakitin                           |
| Muzzart               | Only Dance             | Inglese    | Vladimir Krutikov, Jana Buckevič                            |
| Napoli                | My Dreams              | Inglese    | Ol'ga Šimanskaja, Aleksej Zubarevič                         |
| Rostany               | Electric Toys          | Inglese    | Viktor Rudenko                                              |
| Taša Odi              | Giving Up Your Love    | Inglese    | Ylva Persson, Linda Persson, Peter Hageras, Niclas Haglund  |
| Uzari & Maimuna       | Time                   | Inglese    | Jurij Naŭrocki, Svetlana Geras'kova, Maimuna Amadu Murasjko |
| Valerija Sadovskaja   | Summer Love            | Inglese    | Leonid Širin, Aleksej Širin                                 |
| Vitalj Voronko        | Drajv                  | Bielorusso | Vitalj Voronko, Vladimir Kubyškin                           |

## Finale
La finale si è tenuta il 26 dicembre 2014 presso i "600 Metrov" Studios di Minsk. Uzari & Maimuna hanno vinto in seguito alla somma dei punteggi, avendo ricevuto inoltre il maggior numero dei punti da parte dei sette giurati.
| #  | Artista               | Titolo                 | Punteggio | Punteggio | Punteggio | Posizione |
| #  | Artista               | Titolo                 | Giuria    | Televoto  | Totale    | Posizione |
| -- | --------------------- | ---------------------- | --------- | --------- | --------- | --------- |
| 1  | Napoli                | My Dreams              | 27        | 7         | 36        | 6         |
| 2  | Lis                   | Angel                  | 17        | 2         | 19        | 9         |
| 3  | Dar'ja                | Love Is My Colour      | 14        | 0         | 14        | 11        |
| 4  | Gunesh                | I Believe in a Miracle | 59        | 3         | 62        | 3         |
| 5  | Muzzart               | Only Dance             | 18        | 12        | 30        | 7         |
| 6  | Valerija Sadovskaja   | Summer Love            | 28        | 0         | 28        | 8         |
| 7  | Rostany               | Electric Toys          | 9         | 0         | 9         | 13        |
| 8  | Janet                 | Supernova              | 5         | 0         | 5         | 14        |
| 9  | Alexeï Gross          | Stands As One          | 40        | 5         | 45        | 5         |
| 10 | Milki                 | Accent                 | 37        | 10        | 47        | 4         |
| 11 | Uzari & Maimuna       | Time                   | 68        | 8         | 76        | 1         |
| 12 | Beatrees              | Fighter                | 10        | 6         | 16        | 10        |
| 13 | Vitalij Voronko       | Drajv                  | 1         | 0         | 1         | 15        |
| 14 | Anastasija Malaškevič | Don't Save My Name     | 62        | 4         | 66        | 2         |
| 15 | Taša Odi              | Giving Up Your Love    | 9         | 1         | 10        | 12        |

## All'Eurovision Song Contest

### Verso l'evento
Uzari & Maimuna, per sponsorizzare il proprio brano, hanno preso parte all'Eurovision in Concert 2015 (Amsterdam, 18 aprile 2015).
Il 26 gennaio 2015 si è tenuto il sorteggio che ha determinato la composizione delle due semifinali, dove è stato determinato che la Bielorussia si sarebbe esibita nella seconda metà della prima semifinale.
Il 23 marzo 2015, con la decisione dell'ordine di esibizione delle semifinali, la nazione è stata posta all'11º posto, dopo la serba Bojana Stamenov e prima della russa Polina Gagarina.

### Performance
Le prove generali si sono tenute il 12 e 15 maggio, seguite dalle prove costume il 18 e 19 maggio, includendo l'esibizione per le giurie, dove le varie giurie nazionali hanno visto e votato i partecipanti della semifinale.
La Bielorussia si è esibita 11ª nella prima semifinale, classificandosi 12ª con 39 punti, non riuscendo a qualificarsi per la serata finale.

### Giuria e commentatori
La giuria bielorussa per l'Eurovision Song Contest 2015 è stata composta da:
- Natal'ja Marinova, direttrice di Belarus-2 e presidente di giuria;
- Vitalij Karpanov, cantante e showman
- Oksana Artuševskaja, esperto artistico-culturale
- Alexeï Gross, cantante
- Iskuj Abaljan, cantante e compositore.

L'evento è stato trasmesso, sui canali televisivi Belarus-1 e Belarus 24, con il commento di Jaŭgen Perlin.
Il portavoce dei voti della giuria in finale è stato Teo, rappresentante dello stato all'Eurovision Song Contest 2014.

### Voto

#### Punti assegnati alla Bielorussia
| 12        | 10 | 8                    | 7         | 6        |
| --------- | -- | -------------------- | --------- | -------- |
| - Georgia |    | - Moldavia           | - Armenia | - Russia |
| 5         | 4  | 3                    | 2         | 1        |
|           |    | - Danimarca - Grecia |           |          |

#### Punti assegnati dalla Bielorussia
| Punti | Stato     |
| ----- | --------- |
| 12    | Russia    |
| 10    | Georgia   |
| 8     | Estonia   |
| 7     | Armenia   |
| 6     | Belgio    |
| 5     | Moldavia  |
| 4     | Serbia    |
| 3     | Grecia    |
| 2     | Romania   |
| 1     | Finlandia |

| Punti | Stato     |
| ----- | --------- |
| 12    | Russia    |
| 10    | Svezia    |
| 8     | Belgio    |
| 7     | Estonia   |
| 6     | Australia |
| 5     | Lettonia  |
| 4     | Armenia   |
| 3     | Georgia   |
| 2     | Israele   |
| 1     | Italia    |